# Alberto Naselli
Alberto Naselli noto anche come Alberto Gavazzi o con il nome d'arte di Zan Ganassa (Ferrara, 1540 – 1584) è stato un attore teatrale e commediografo italiano.

## Biografia
Il suo contributo fu molto rilevante nello sviluppo della commedia dell'arte italiana. Nel gennaio 1568 compare, insiema alla sua troupe detta dei Desiosi, nella compagnia dei comici del duca di Mantova. Naselli (o Gavazzi) organizzò alcune tra le più rilevanti compagnie di artisti viandanti, inclusa la prima ad aver girovagato per la Germania (1570), la Francia(1571-1574) e la Spagna (1574-1584) recitando a Madrid (dove fu incarcerato nel 1582), a Siviglia, a Barcellona, a Toledo, a Valladolid e a Guadalajara.  Rientrò in Italia nel febbraio 1584 dove poco dopo la sua compagnia si sciolse e Naselli morì. Si sposò con l'attrice Barbara Flaminia, che recitava con il nome d'arte Ortensia nella sua compagnia tra il 1562 e il 1584. È anche la prima persona, di cui si abbia notizia, che abbia interpretato il personaggio di Arlecchino, sviluppando per primo la moderna versione teatrale, da tutti conosciuta, della suddetta maschera.
La confusione tra i due cognomi è probabilmente dovuta alla sovrapposizione del presunto cognome Naselli al nome del personaggio del "Ganassa" da lui inventato e rappresentato, nome che al tempo poteva subire, in quell'area della Provincia di Bergamo, diverse desinenze e modifiche come Ganassa, Gavassa, Ganassi, Gavassi e Gavazzi, diventando poi, a tutti gli effetti, il vero e proprio cognome.